# Gita
Gita – Pieśń – gatunek literacki w hinduizmie. Charakteryzuje się formą dialogu, którego przedmiotem rozważań jest wyzwolenie.
Gity nawiązują do doktryn przedstawionych w Upaniszadach. Ich tytuły tworzone są dwuczłonowo, początkowa część to imię bóstwa lub rysziego. W przeważającej większości stanowią fragment odpowiedniej Purany.

## Przykłady
- Agastjagita (z Warahapurany)
- Anugita
- Asztawakragita
- Bhagawadgita (z Mahabharaty)
- Brahmagita (z Skandapurany)
- Gurugita (z Skandapurany)
- Dewigita (z Dewibhagawatam)
- Ganeśagita (z Ganeśapurany)
- Iśwaragita (z Kurmapurany)
- Jamagita (z Agnipurany)
- Surjagita
- Śiwagita (z Padmapurany)
- Wjasagita (z Kurmapurany)
- Uddhawagita